# Campeonato Mundial de Ciclismo BMX de 2013
El XVIII Campeonato Mundial de Ciclismo BMX se celebró en Auckland (Nueva Zelanda) entre el 24 y el 28 de julio de 2013 bajo la organización de la Unión Ciclista Internacional (UCI) y la Federación Neozelandesa de Ciclismo.
Las competiciones se realizaron en la pista de BMX construida temporalmente en el pabellón Vector Arena de la ciudad neozelandesa.

## Resultados

### Masculino
| Evento               | Oro                                 | Plata                             | Bronce                             |
| -------------------- | ----------------------------------- | --------------------------------- | ---------------------------------- |
| Carrera (28.07)      | Liam Phillips Reino Unido 23,280    | Marc Willers Nueva Zelanda 23,492 | Luis Brethauer · Alemania · 24,377 |
| Contrarreloj (27.07) | Connor Fields Estados Unidos 22,598 | Joris Daudet Francia 22,701       | Sylvain André Francia 23,015       |

### Femenino
| Evento               | Oro                                | Plata                            | Bronce                             |
| -------------------- | ---------------------------------- | -------------------------------- | ---------------------------------- |
| Carrera (28.07)      | Caroline Buchanan Australia 25,506 | Lauren Reynolds Australia 26,802 | Manon Valentino Francia 26,991     |
| Contrarreloj (27.07) | Mariana Pajón · Colombia · 25,153  | Alise Post Estados Unidos 25,495 | Caroline Buchanan Australia 25,621 |

## Medallero
| Núm. | País           | Oro | Plata | Bronce | Total |
| ---- | -------------- | --- | ----- | ------ | ----- |
| 1    | Australia      | 1   | 1     | 1      | 3     |
| 2    | Estados Unidos | 1   | 1     | 0      | 2     |
| 3    | Colombia       | 1   | 0     | 0      | 1     |
| 3    | Reino Unido    | 1   | 0     | 0      | 1     |
| 5    | Francia        | 0   | 1     | 2      | 3     |
| 6    | Nueva Zelanda  | 0   | 1     | 0      | 1     |
| 7    | Alemania       | 0   | 0     | 1      | 1     |
|      | TOTAL          | 4   | 4     | 4      | 12    |